# منتخب إسواتيني تحت 17 سنة لكرة القدم
منتخب إسواتيني تحت 17 سنة لكرة القدم هو ممثل إسواتيني الرسمي في المنافسات الدولية في كرة القدم تحت 17 سنة.